# Herbert Pirker

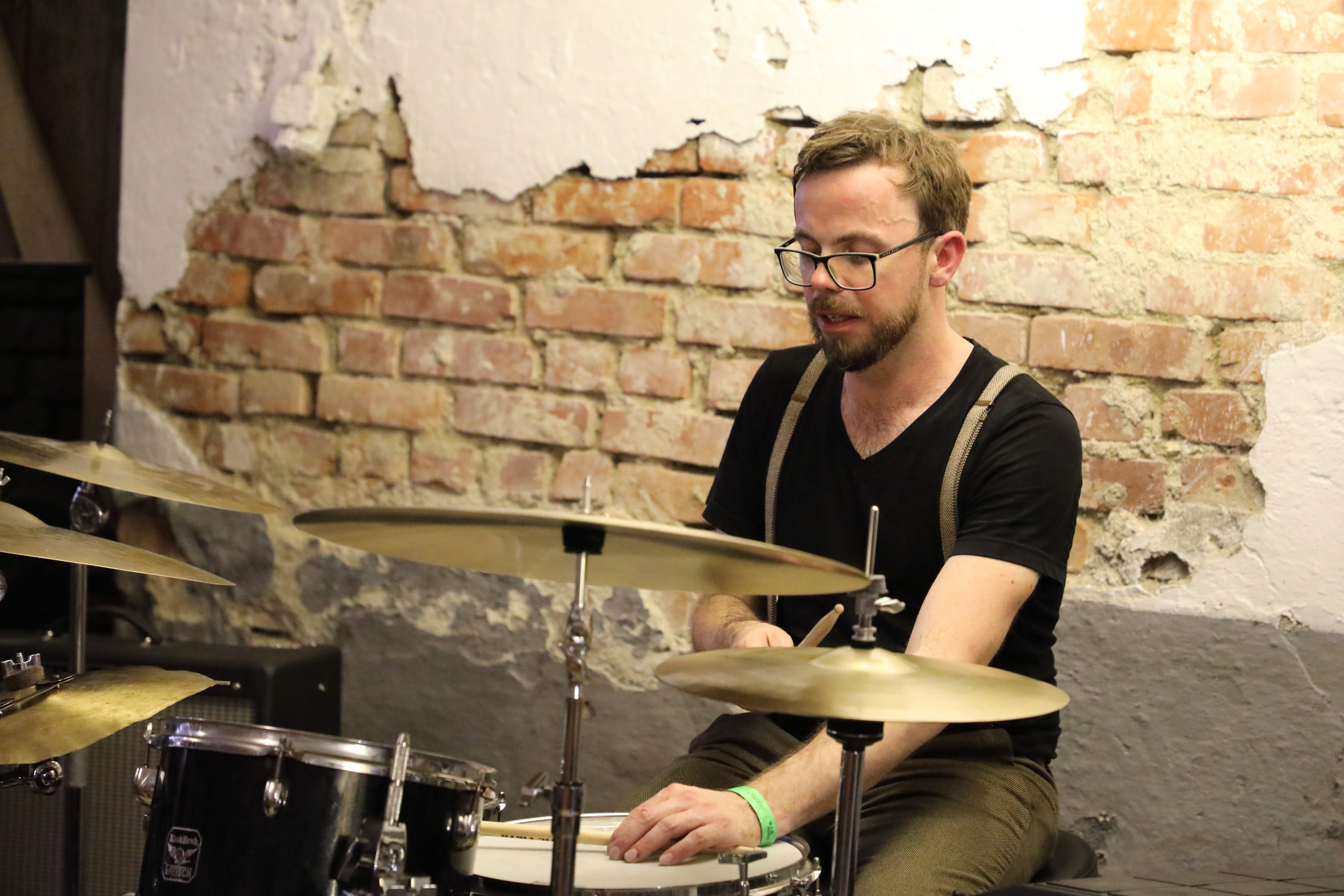
Herbert Pirker

Herbert Pirker (Mooskirchen, 1981) is een Oostenrijkse jazzdrummer en componist.

## Biografie
Pirker studeerde aan het Musik und Kunst Privatuniversität der Stadt Wien bij Walter Grassmann (tot 2004). Hij had een trio met Max Nagl en Clemens Wenger en speelde in de groepen Kelomat, Falb Fiction en Weisse Wände. Hij trad op met musici als Zeena Parkins, Wolfgang Mitterer, Louis Sclavis, Wolfgang Puschnig, Jack Walrath, Klaus Dickbauer, Otto Lechner en Kurt Ostbahn. Sinds 2011 is hij lid van de groep van trompettist Mario Rom, Interzone, tevens speelt hij in het trio van David Helbock en in Lukas Kranzelbinder's Shake Stew. Hij geeft les aan de Anton Bruckner Privatuniversität Linz.
Pirker kreeg in 2003 (met het trio van Martin Reiter) en in 2004 (met Kelomat) de Austrian Young Lions Award. In 2007 werd hij met Jazzwerkstatt Wien in de categorie nieuwkomer winnaar van de Hans Koller Preis.

## Discografie
- Max Nagl / Clemens Wenger / Herbert Pirker Market Rasen (Handsemmel Records 2006)
- Alex Machacek, Raphael Preuschl, Herbert Pirker Fat (Abstract Logix 2012)